# Autostrada A4 (Belgia)
Autostrada A4 (fla. Autosnelweg A4, fra. Autoroute A4) – autostrada w Belgii. Nazywana jest autostradą ardeńską (fra. Autoroute des Ardennes). Odcinek pomiędzy Brukselą a węzłem Weyler pokrywa się z trasą europejską E411, zaś odcinek między węzłem Neufchâteau a granicą Luksemburga leży w ciągu trasy europejskiej E25. Jest najdłuższą belgijską autostradą.
Autostrada łączy Brukselę z miastem Namur i granicą Luksemburga. Jest najważniejszym ciągiem komunikacyjnym południowej Belgii.